# Isabel Marant
Isabel Marant (París, 2 d'abril de 1967) és una dissenyadora francesa de moda, creadora de la seva pròpia marca de prêt-à-porter.
Marant va néixer a París l'abril del 1967, filla d'un director francès d'una empresa audiovisual i d'una alemanya, la qual va ser la primera model de l'agència Elite. Després de la separació dels seus pares, la seva infància es va veure marcada per viatges a l'Àfrica, Àsia, Índia i el Carib, que més tard l'influirien en el seu treball. L'any 1982 Isabel va demanar al seu pare una màquina de cosir; va ser aleshores quan, amb només 15 anys, va tenir el primer contacte amb el món de la moda. Va començar a personalitzar antigues peces de roba del seu armari, com ara jaquetes militars, rebutjant d'aquesta manera l'estil del barri suburbà de Neuilly-sur-Siene on vivia.
Més tard, l'any 1990. va fundar la seva pròpia marca, inicialment sota el nom de "Twen" abans de canviar-la a "Isabel Marant" el 1994. Un any més tard, va treure la primera col·lecció de prêt-à-porter.

## Carrera professional

### Inicis
L'any 1985 Marant ja feia temps que venia les seves primeres peces creades juntament amb el seu amic Christophe Lemaire en una petita botiga de Les Halles, però aquestes peces gairebé no van tenir èxit i, en conseqüència, Isabel va decidir abandonar els estudis d'economia i estudiar disseny a l'escola de moda de Berçot. Una aventura amb Malcolm McLaren, l'agent dels Sex Pistols, li va servir d'inspiració per dissenyar peces de roba creades a partir de simples draps de cuina. Dos anys més tard, el 1987, mentre continuava els estudis, va tenir l'oportunitat de realitzar pràctiques amb el dissenyador parisenc Michel Klein. Això la va portar a, durant els dos següents anys, col·laborar amb Bridget Yorke en dues col·leccions per a la firma Yorke & Cole, i va ser ajudant del director artístic Marc Ascoli en projectes per a Yohji Yamamoto, Martine Sitbon i Chloé. En el 1989 va decidir llençar una petita col·lecció de joies entre les quals destacaven els accessoris creats per a Claude Montana, Michel Perry, i Yorke & Cole.
No obstant això, no va ser fins a l'any 1990 que va crear una petita firma juntament amb la seva mare sota el nom de "Twen", amb la qual va treballar fins al 1994, fins al moment en què es va sentir-se prou segura d'ella mateixa per seguir treballant pel seu compte. D'aquesta manera, el nom de la firma va ser canviat a "Isabel Marant". Originàriament, preveia llençar al marcat una sola línia de samarretes i gèneres de punt, creant totes aquelles peces de roba que ella desitjava comprar, dirigides a qualsevol model de dona i a un preu força assequible.
La primera col·lecció de primavera/estiu va ser presentada el 1995, i el 1997 Isabel Marant va guanyar el Premi de la Moda. En el gener de 1998 llençà "I", una línia masculina només per al Japó, i en el mateix any va col·laborar en el catàleg de la francesa La Redoute amb la creació d'alguna col·lecció. El febrer del mateix any, Marant obrí la primera botiga a un antic estudi situat al barri de la Bastilla, i, en aquell mateix mes, també dissenyà una col·lecció d'abrics de patchwork de roba impermeable folrats amb pell de conill del pelleter parisenc Yves Salomon. L'any 1999 debutà a la passarel·la Prêt-à-porter de París amb un estil creat a base de pantalons texans i samarretes.
Amb el canvi de segle, el 2000, obrí una segona botiga a París, situada al número 1 de la rue Jacob, on es podia trobar al complet la seva primera col·lecció, anomenada "Étoile", incloent-hi la roba interior. Al 2003 Isabel dona a llum al seu primer fill, Tal, del seu marit Jerome Dreyfuss. Al febrer del 2004 Isabel Marant obrí una nova botiga amb un concepte de pop-up, separat per diferents departaments. Dos anys més tard, el 2006, va col·laborar amb Anthropologie en la creació d'una col·lecció. Al 2008 la firma francesa Naf Naf va haver de pagar a Marant una indemnització de 120.000$ per copiar un vestit de la seva col·lecció de la tardor del 2006. El juliol del 2009 l'actiu Rachel Weisz lluïa un mini vestit de lleopard de la Isabel en la promoció d'un tramvia.

### Actualitat
El gener del 2010, el diari The Wall Street Journal informà sobre la desmesurada venda de botes amb taló "Biker Otway" de Marant. A l'abril inaugurà la primera "Stateside Boutique" al Soho de Nova York.

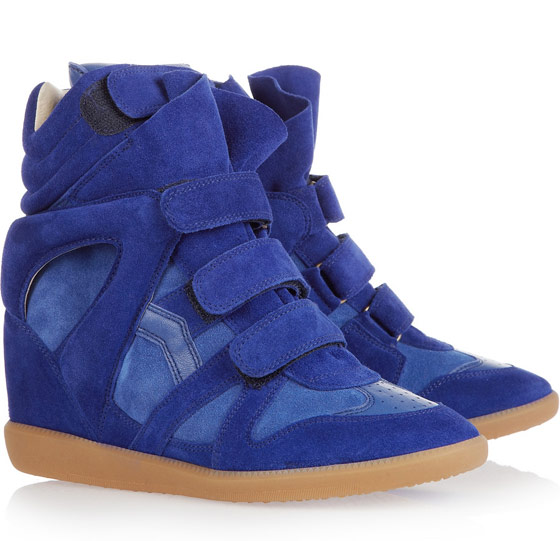
Sabates amb alça d'Isabel Marant

L'any 2012 Marant traslladà la seu de París a un espai de 21.500 metres quadrats i amplià la xarxa de boutiques de Tòquio i Seül. Durant aquest any també llençà una de les seves peces més emblemàtiques: les sabates d'esport amb falca, les quals es convertiren instantàniament en un best-seller de culte a la moda, generant d'aquesta manera infinitat d'imitacions. Tant és així, la firma Isabel Marant actualment es coneix més per les sabates que per la roba.
El gener del 2013 obrí una nova boutique a Melrose Place, a West Hollywood, i al febrer, creà monopatins d'edició limitada amb la col·laboració d'Heritage House Paris, amb la finalitat de vendre'ls en la seva botiga de Los Angeles. Finalment, al juny del mateix any va fer una col·laboració amb H&M en el disseny d'una col·lecció que s'esgotà en minuts.
Actualment, "Isabel Marant" disposa de 10 botigues a tot el món, situades en algunes de les capitals mundials de la moda com ara París, Nova York, Tòquio, Hong Kong, Los Angeles, Beijing i Londres; també compta amb distribuïdors en més de 35 països.

## L'estil Marant
En poc temps Marant ha anat conquerint el cor de celebritats com Sienna Miller, Dakota Fanning i Diane Krueger, i alhora a tota mena de persones influents del món de la moda: blogguers, "it girls" i models. Tot va ser gràcies a les seves sneakers Willow, ja que es van convertir en una autèntica revolució i actualment són unes de les més imitades, de les quals cada marca n'ha fet la seva versió. L'èxit de Marant sorgeix del punt de vista diferent que aplica a les peces de roba casuals, donant-les-hi un estil més informal, de manera que qualsevol pot incorporar les seves peces a la vestimenta diària. Els seus dissenys són versàtils, còmodes i molt de l'estil urban street. Marant reconeix que la seva font d'inspiració no és ningú més que ella mateixa i es defineix com una dona amb un cos imperfecte: amb el seu estil busca poder ser ella mateixa i sentir-se còmode a cada moment. Ella pensa en dones reals, i és així com es definia davant la revista S moda:
"Sempre miro com porta la roba la gent pel carrer. Les noies porten "playeras", texans i samarretes, igual que jo. És per això que el que m'interessa és la qualitat del teixit amb què treballo, la caiguda i que no tingui massa aparença de nou. Treballo molt amb la textura, amb estampats, colors i diferents fibres. Poques noies volen portar roba complicada, es tracta de sentir-te bé, còmode i tractar de marcar la diferència des d'aquest punt."
Un altre dels seus tòtems és ser assequible, tant des d'un punt de vista de preu, com de disseny. La crisi aguditza la perplexitat davant de preus forassenyats, però de moment aquest no és el cas de les peces de Marant, que defensa que entén aquells que pensen que la moda és superficial, però creu que els dissenyadors aporten alegria i bellesa. L'objectiu de Marant és crear peces interessants, de qualitat, amb les quals una dona no se senti disfressada.
"No m'agrada gastar diners en coses supèrflues, sóc molt raonable. En la meva filosofia és veritat que la moda, el meu treball, no encaixa amb les meves creences, però buscant l'harmonia en mi mateixa és com aconsegueixo dissenyar de la forma en què ho faig, sempre tenint en compte el que penso, el que la gent busca".
De fet, els dissenys de Marant han estat més a l'abast que mai, a causa de la col·laboració que va realitzar al novembre del 2013 amb la multinacional sueca H&M, que va incloure els seus dissenys més emblemàtics en versió de baix cost.

## Col·leccions

### Primavera/estiu 2009
Marant va descriure la seva col·lecció defensant una actitud glam rock aparent que recorda els "bad boys" londinencs dels anys cinquanta i principis del seixanta. D'aquesta en destaquen peces com vestits amb ratlles de lleopard, dessuadores amb jaquetes d'home de grans dimensions amb grans espatlles i les mànigues enrotllades fins als colzes. Així com petits vestits negres combinats amb cinturons i botins de tatxes. Les peces de la col·lecció eren per vendre a les noves botigues de Los Angeles i Nova York.

### Primavera/estiu 2010
Les botes presentades en aquesta col·lecció de Marant es van exhaurir en pocs minuts d'estar disponibles a les botigues, i apareixien a llistes d'espera d'arreu del món. Però aquestes botes amb arcs flexibles als costats no van ser l'única innovació, sinó que també hi aparegueren peces com texans amb el teixit enrotllat per la cama, vestits de festa fets de lamé de plata i minifaldilles amb solapaments i plisats ací i allà. Jerseis amb ratlles de rugbi, vestits de conjunt amb leggins curts amb lluentons platejats, jaquetes de beisbol amb mànigues de cuir amb pantalons retallats en cuir vermell, o jaquetes de conill blanc i capris negres, i així successivament.

### Primavera/estiu 2011
Gràcies al seu primer viatge a Califòrnia, Marant va crear una col·lecció definida com una onada de surf i els primers dies dels "skaters". Aquest sentiment es representava amb talls en els texans o als pantalons de pana combinant-los amb detalls brillants o jerseis de pescador, juntament amb moltes referències esportives, com ara una jaqueta de beisbol de seda vintage. Entre les opcions més femenines hi ha la jaqueta retallada de Marant, de la qual va ser tallada una tela de mocador vermell, i un vestit paraula d'honor, que va ser fumejat amb una impressió floral porpra Liberty. D'aquesta manera Marant ha aterrat en una mirada que engrana amb una important tendència de primavera.

### Primavera/estiu 2012
En aquesta col·lecció no apareix aquell aire bonic i dolç sinó que té un nou aire aventurer, degut a ser una dona que viatja arreu del món, i presentà aquesta col·lecció com la maleta ideal per a les vacances d'estiu. El viatge començava als EUA, amb lletres en relleu a l'esquena d'aquelles samarretes de futbol amples. Seguidament hi destaquen els pantalons de xandall a ratlles i les dessuadores amb caputxa i els vestits sense mànigues teixits conjuntament de dessuadores velles estripades. Al mateix temps, es presentaven armilles i vestits amb brodats Rajasthan, i tenyides amb tècniques hindús. Els pantalons texans, sempre una part essencial de la història de Marant, semblava que haguessin estat sotmesos a una immersió en lleixiu, amb gargots impresos o estampats.

### Primavera/estiu 2013
Isabel Marant va presentar una col·lecció seguint els seus codis de disseny: un prêt-à-porter còmode i afavoridor que al mateix temps jugava amb el costat més atractiu de les dones, i també el més dolç. En els dissenys s'identifiquen detalls presumits i encertats, des de l'estampat als tirants. Escots diana i paraula d'honor, minivestits, shorts, tirants nascuts en diagonal, volants, capes de gasa i bruses, com si es tractés d'un desplegable del seu propi univers en blanc i negre amb tocs de colors que van des del vermell, els liles i coralls.

## Col·laboracions

### Isabel Marant pour H&M
L'any 2013 Isabel Marant va realitzar una de les seves col·laboracions més importants: "Isabel Marant pour H&M". La col·laboració amb la multinacional sueca es va tancar 6 mesos després d'anunciar-la, després de 6 mesos elaborant la col·lecció i durant els quals la informació en va ser constant i continuada. Aquesta col·laboració es va posar a la venda en 250 botigues de la cadena arreu del món (d'aquestes, 11 van ser a Espanya), on es van formar centenars de cues i es van celebrar festes amb milions de convidats en les quals les conegudes peces de roba de Marant, en una versió de baix cost, es van esgotar en minuts. Poc després, els preus es triplicaven a eBay. Aquesta va ser la catorzena col·laboració que feia "H&M" amb una firma quasi de luxe, posant de moda d'aquesta manera la democratització de la moda. Isabel Marant afirmava això en la revista Grazia Espanya:
”Em sento afalagada per aquesta col·laboració. H&M treballa amb els millors dissenyadors, per a mi aquesta invitació és un veritable honor. El meu objectiu no és cap altre que crear roba autèntica que les dones vulguin posar-se durant el seu dia a dia amb aquest petit trosset d'estil parisenc: vestir amb elegància però sense ensenyar massa i seguir sent sexi. La col·lecció reflecteix aquesta senzillesa i actitud.”